# Церковь Святого Василия Острожского (Белград, Баница)
Церковь Святого Василия Острожского (серб. Црква Светог Василија Острошког) — православный храм в Белграде в районе Баница.

## История
Строительство церкви, посвящённой святителю Василию Острожскому, началось в 2002 году в белградском районе Баница, в южной части леса Баjфородова шума, у пересечения бульвара Освобождения и улицы Црнотравской.
Архитектор храма — Михайло Митрович, стиль — неовизантийский.
Была освящена сербским патриархом Иринеем 11 ноября 2018 года.

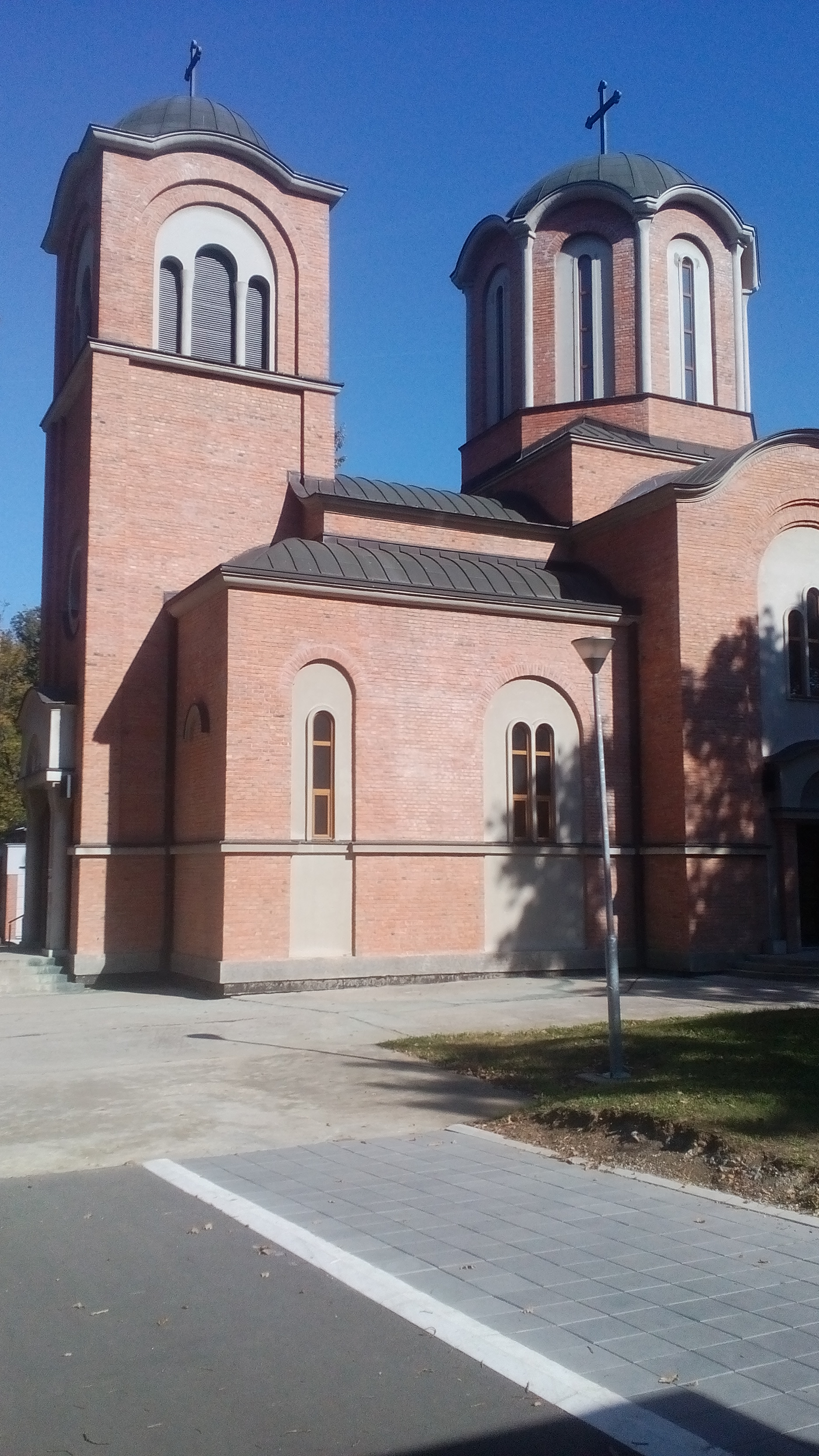
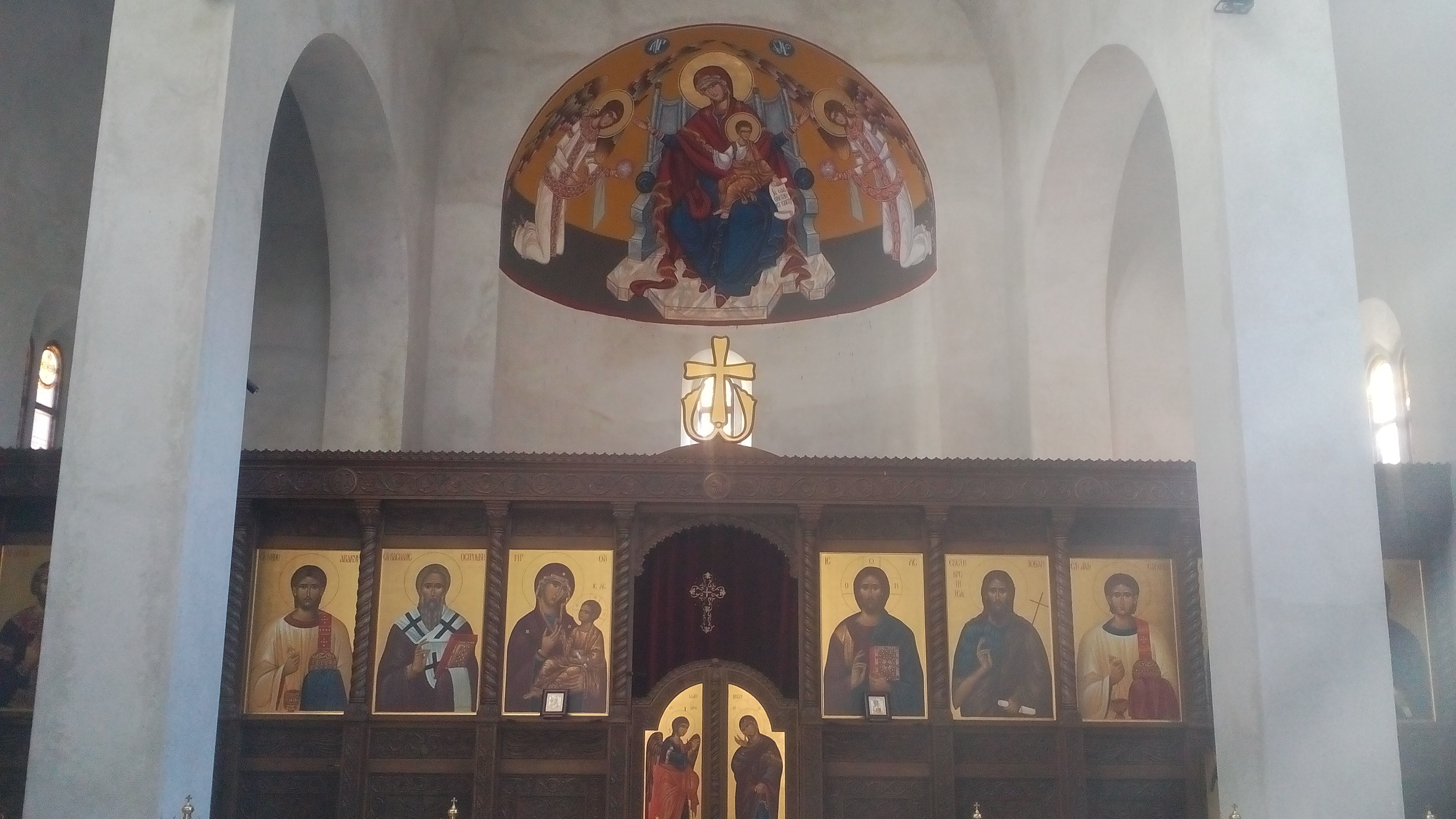
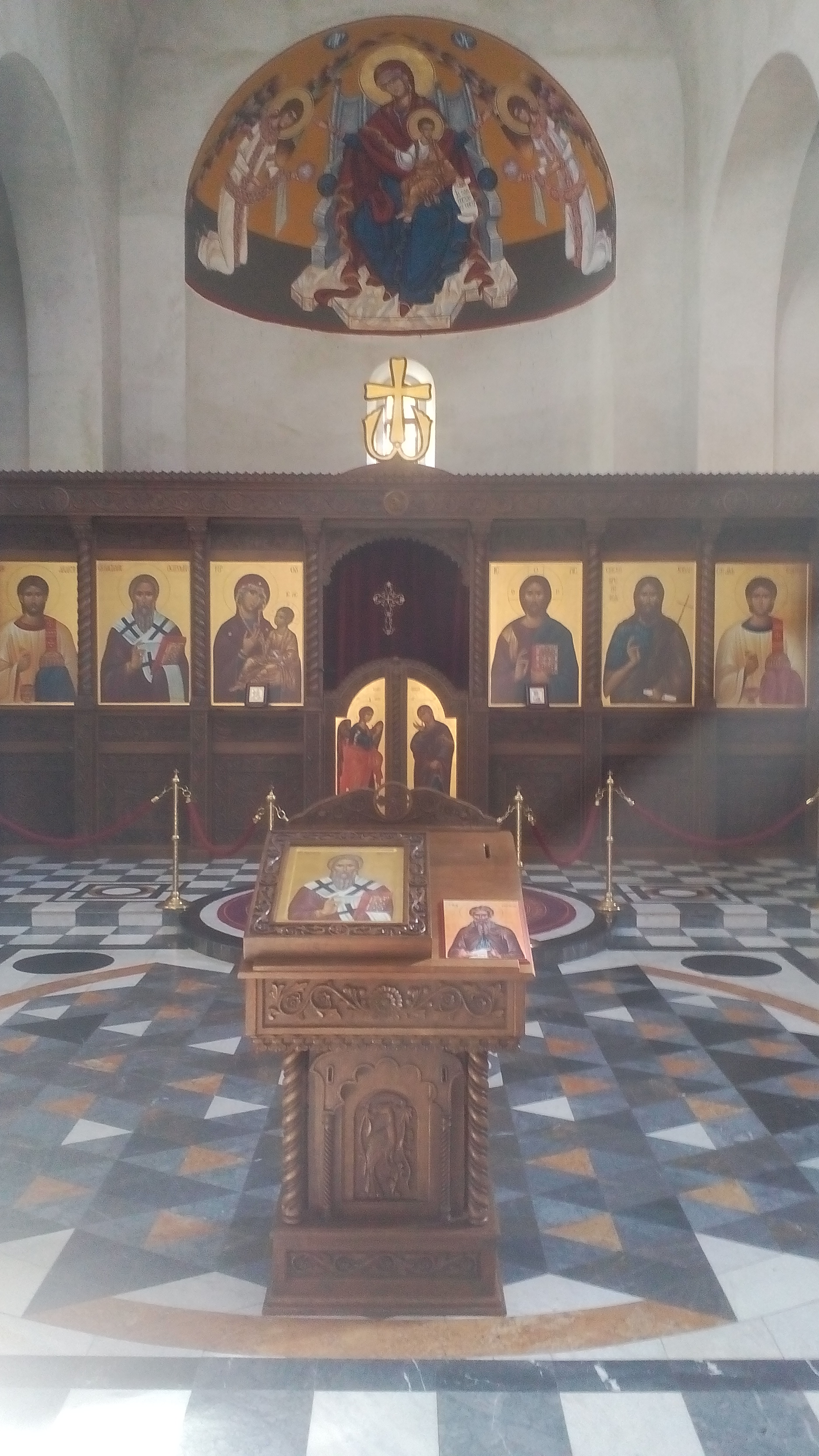